# Tiago Brandão Rodrigues
Tiago Brandão Rodrigues (Paredes de Coura, Viana do Castelo, 3 de junho de 1977) foi o ministro da Educação do XXI e XXII Governo Constitucional de Portugal. Atualmente desempenha as funções liderança numa empresa de fabrico de sapatos em Guimarães.

## Biografia
Natural de Paredes de Coura, fez o ensino secundário em Braga. Depois de fazer o doutoramento em Bioquímica, em 2007, na Faculdade de Ciências e Tecnologia da Universidade de Coimbra, esteve em Madrid, em 2011, passou pelos Estados Unidos e, mais tarde, viveu na Grã-Bretanha e na Irlanda do Norte, onde trabalhou no Cancer Research UK, em Cambridge.
Foi notícia, em 2013, pela investigação que desenvolveu na área da Oncologia, na deteção precoce do cancro.
Ao fim de 6 anos em Cambridge, aceitou o convite de António Costa para regressar a Portugal e ser o cabeça de lista do Partido Socialista por Viana do Castelo, em 2015.

## Ministro da Educação
A 26 de novembro de 2015, toma posse como ministro da Educação do XXI Governo Constitucional de Portugal.

### O sistema de avaliação externa das aprendizagens
Em abril de 2016 procedeu à alteração do sistema de avaliação externa das aprendizagens no ensino básico, através da introdução de provas de aferição, de aplicação universal e obrigatória, a realizar no final do 2.º, do 5.º e do 8.º anos de escolaridade.
Este modelo manteve as provas finais de ciclo, realizadas no final do 9.º ano de escolaridade que têm como objetivo a avaliação do desempenho dos alunos, certificar a conclusão do ensino básico e criar a possibilidade de prosseguimento de diferentes percursos escolares.
Em janeiro de 2016, em declarações públicas sobre esta matéria, que suscitaram controvérsia, Tiago Brandão Rodrigues afirmou que «o modelo anterior estava errado e era nocivo» e que era necessário acabar com o «estreitamento curricular» que conduzia as escolas a concentrarem-se no ensino do Português e de Matemática, desvalorizando as restantes áreas disciplinares. Nessa mesma altura emitiu a opinião de que treinar para os exames era «pernicioso e até nocivo».

### Programa Nacional de Promoção do Sucesso Escolar
Em abril de 2016, criou o Programa Nacional de Promoção do Sucesso Escolar que tem como finalidade «promover um ensino de qualidade para todos, combater o insucesso escolar, num quadro de valorização da igualdade de oportunidades e do aumento da eficiência e qualidade da escola pública.»

### Aprendizagens essenciais
O Ministério da Educação pretende aplicar "aprendizagens essenciais" das diferentes disciplinas. A ideia é focar, nos programas, aquilo que é essencial que os alunos aprendam.
Em 2021 revogou os Programas e Metas Curriculares, do 1.º ao 12.º ano, deixando para a lecionação no ano letivo de 2021/22, apenas o conjunto de documentos designados por Aprendizagens Essenciais, publicados em 2018

### Concurso de professores
Em setembro de 2017, o Provedor de Justiça, José de Faria Costa considera que o concurso para professores do quadro foi inadequado e injusto para os docentes, reconhecendo que a repetição prejudicaria o arranque do ano escolar.
José de Faria e Costa explica, citando as queixas recebidas, que os docentes mostram que a opção de colocar a concurso - na primeira fase - os horários completos (22 horas de aulas por semana) resultou no "desrespeito pela ordenação concursal assente na graduação".
Como resultado, houve muitos docentes menos graduados que obtiveram colocação na primeira reserva de recrutamento em escolas que docentes mais graduados haviam escolhido preferencialmente.

### Perfil do Aluno
Tiago Brandão Rodrigues solicitou a elaboração de um documento que definisse os valores e competências a serem adquiridos pelos alunos portugueses no fim de completarem o 12.º ano de escolaridade. O "Perfil dos Alunos à saída da Escolaridade Obrigatória" foi apresentado em fevereiro de 2017 pelo secretário de Estado da Educação, João Costa, entrando em vigor em julho do mesmo ano. O documentos abriu portas à flexibilização curricular e a uma maior autonomia curricular por parte das escolas e professores, mudanças que geraram críticas em alguns grupos do setor.
Em janeiro de 2018, o Ministério desafiou as escolas portuguesas a um dia de debate e reflexão acerca do documento. O dia 15 de janeiro foi assim instituído como o Dia do Perfil do Aluno em Portugal.

### Plano de não retenção no Ensino Básico
A não retenção no Ensino Básico está previsto no Programa de Governo. O fim dos chumbos permitiu uma poupança de 250 milhões de euros por ano. Anualmente, o Estado gastava este valor com a reprovação de cerca de 50 mil alunos.
Cada chumbo custava aos cofres do Estado cinco mil euros por aluno, valor que passou a ser poupado com o plano de não retenção no Ensino Básico. Durante a legislatura, a poupança poderá ser de mil milhões de euros.

### Rankings das escolas
Em 2021, Tiago Brandão Rodrigues considerou que as listagens de estabelecimentos de ensino baseadas nas médias dos exames nacionais são injustas e redutoras, além de não refletirem a qualidade do trabalho das escolas.

## Pós ministério da educação
Tiago Brandão Rodrigues foi em 12 de abril de 2022 nomeado presidente da Comissão de Ambiente e Energia, na Assembleia da República cargo que exerceu até ao fim da legislatura.
Em 2025 foi contratado como líder da Kyaia, empresa de calçado de Guimarães.